# Прапор Бабинців
Прапор Бабинців — офіційний символ-прапор селища міського типу Бабинців (Бородянського району Київської області), затверджений рішенням № 21-14-VII Бабинецької селищної ради від 24 березня 2017 року.

## Опис
Опис надається згідно з рішенням Бабинецької селищної ради «Про затвердження герба та прапора селища Бабинці Бородянського району Київської області»:
|  | Полотнище прапора горизонтальне в пропорції 2:3. Прапор скошений діагонально з права на ліво жовтою смугою в пропорції 20:1(вертикаль прапора до співвідношення жовтої смуги), ліворуч на зелений праворуч на синій кольори. В центрі прапора можливе розміщення герба Бабинець. |

Автори проекту символіки: Олександр Кандауров, Михайло Іашвілі-Шубін.

## Джерело
- Рішення № 21-14-VI Бабинецької селищної ради «Про затвердження герба та прапора селища Бабинці Бородянського району Київської області» від 24 березня 2017 року.